# Nicklas Bäckström
Lars Nicklas Bäckström (Gävle, 23. studenog 1987.) švedski je profesionalni hokejaš na ledu. Lijevoruki je napadač i igra na poziciji centra. Trenutačno nastupa u National Hockey League (NHL) momčadi Washington Capitals.

## National Hockey League

### Washington Capitals
Washington Capitalsi birali su Bäckströma kao četvrti izbor drafta 2006. godine. Time je postao četvrtim najviše rangiranim švedskim igračem, nakon Matsa Sundina (1.), Daniela Sundina (2.) i Henrika Sundina (3.). Iako su mu Capitalsi odmah ponudili ugovor za dolazak u NHL, Bäckström je odbio ponudu i još jednu sezonu proveo u švedskom prvenstvu Elitserien za Brynäs IF. Sljedeće ljeto potpisao je trogodišnju vjernost Capitalsima i prometnuo se u jednog od najboljih mladih igrača lige. 
Svoj prvi NHL gol postigao je u Scotiabank Place protiv Ottawa Senatorsa, 9. studenog 2007. godine. Bäckström je sebi za 20. rođendan za poklon postigao ključni gol u produžetku za pobjedu 4:3 gostujućem terenu kod Philadelphije. Još prije je dodao i dvije asistencije i tako zasluženo bio prva zvijezda susreta. Pred zadnjeg dana u godini, 30. prosinca 2007., u pobjedi Washingtona nad Senatorsima s čak 14 pogodaka Bäckström je postigao gol i asistirao za još dva. U nevjerojatnoj utakmici odigranoj u Verizon Centeru, 14. ožujka 2008. Capitalsi su pregazili inače Boston Bruinse s ogromnih 10:2, a Bäckström je odigrao tadašnju utakmicu karijere pridodavši tri asistencije i postigavši jedan pogodak za 56 bod u sezoni. Na kraju sezone Bäckström je završio drugi u poretku za Calder Trophy, iza igrača Blackhawksa Patricka Kanea.
Sljedeće sezone trojac Capitalsa Ovečkin-Bäckström-Semin odlično se slagao, a 13. studenog 2008. Washington je ponajbolju utakmicu sezone odigrao protiv Carolina Hurricanesa. Ovečkin je upisao pogodak i dvije asistencije, Bäckström pogodak i tri asistencije, dok je Semin osim dva pogotka koja je zabio, asistirao za preostala tri. 3 dana kasnije ponovili su slične igre protiv New Jersey Devilsa, a Bäckström je u porazu 6:5 postigao pogodak i imao čak četiri asistencije. Nakon što su Boston Bruinsi slavili su u 14 od posljednjih 16 utakmica prije gostovanja u Washigtonu, 11. prosinca 2008., poraz je stigao u Verizon Centeru upravo od Capsa. Uz to, Bäckström je već u 4. minuti prekinuo 87 minuta dugačko razdoblje bez primljenog gola Bostonovog vratara Mannyja Fernandeza. Na kraju su Capitalsi slavili rezultatom 3:1.
Ukupno je u drugoj NHL sezoni predvodio Capitalse i sve švedske igrače u NHL-u po broju asistencija (66), te dodao 22 gola za 88 bodova, što ga je smjestilo među 10 najkorisnijih igrača lige. Ulaskom u treću NHL sezonu, ušao u posljednju godinu svog rookie ugovora i na kraju sezone postat će ograničen slobodan igrač, zajedno s Rusom Alexanderom Seminom.

## Švedska reprezentacija
Bäckström je član švedske reprezentacije u hokeju na ledu. Nastupio je na tri svjetska prvenstva (2006, 2007. i 2008.) i već na prvom velikom natjecanju osvojio zlatno odličje.

## Statistika karijere

### Klupska statistika
| 2003./04.  | Brynäs IF           | J20        | 21  | 2  | 6   | 8   | 2  | 5  | 0 | 0  | 0  | 4  |
| 2004./05.  | Brynäs IF           | J20        | 29  | 17 | 17  | 34  | 24 | —  | — | —  | —  | —  |
| 2004./05.  | Brynäs IF           | SEL        | 19  | 0  | 0   | 0   | 2  | —  | — | —  | —  | —  |
| 2005./06.  | Brynäs IF           | SEL        | 46  | 10 | 16  | 26  | 30 | 4  | 1 | 0  | 1  | 2  |
| 2005./06.  | Brynäs IF           | J20        | —   | —  | —   | —   | —  | 1  | 0 | 0  | 0  | 2  |
| 2006./07.  | Brynäs IF           | SEL        | 45  | 12 | 28  | 40  | 46 | 7  | 3 | 3  | 6  | 6  |
| 2007./08.  | Washington Capitals | NHL        | 82  | 14 | 55  | 69  | 24 | 7  | 4 | 2  | 6  | 2  |
| 2008./09.  | Washington Capitals | NHL        | 82  | 22 | 66  | 88  | 46 | 14 | 3 | 12 | 15 | 8  |
| SEL ukupno | SEL ukupno          | SEL ukupno | 110 | 22 | 44  | 66  | 78 | 11 | 4 | 3  | 7  | 8  |
| NHL ukupno | NHL ukupno          | NHL ukupno | 164 | 36 | 121 | 157 | 70 | 21 | 7 | 14 | 21 | 10 |

### Švedska reprezentacija
| Godina  | Reprezentacija | Mjesto održavanja | GP | G  | A  | Bod | KM |
| ------- | -------------- | ----------------- | -- | -- | -- | --- | -- |
| 2005.   | Švedska U-18   | SP U-18           | 7  | 2  | 3  | 5   | 4  |
| 2006.   | Švedska U-20   | SP U-20           | 6  | 4  | 3  | 7   | 2  |
| 2006.   | Švedska        | SP                | 4  | 0  | 0  | 0   | 0  |
| 2007.   | Švedska U-20   | SP U-20           | 7  | 0  | 7  | 7   | 20 |
| 2007.   | Švedska        | SP                | 9  | 1  | 5  | 6   | 4  |
| 2008.   | Švedska        | SP                | 9  | 3  | 4  | 7   | 4  |
| Juniori | Juniori        | Juniori           | 38 | 10 | 19 | 29  | 44 |
| Seniori | Seniori        | Seniori           | 37 | 7  | 12 | 19  | 12 |

## Vanjske poveznice
- Profil na Eliteprospects.com
- Profil na The Internet Hockey Database
- Profil na European Hockey.Net